# Liga Deportiva Universitaria de Loja
Liga Deportiva Universitaria de Loja o Liga de Loja fue un club de fútbol ecuatoriano de la ciudad de Loja. Fundado el 26 de noviembre de 1979. Su disciplina principal era el fútbol en el que debutó en la Segunda Categoría de Loja en 1988.
El club jugaba sus partidos de local en el Estadio Federativo Reina del Cisne, el cual tiene una capacidad de 14 935 personas reglamentariamente y es propiedad de la Federación Deportiva de Loja.
Su clásico rival era Deportivo Cuenca (con quien conformaba el Clásico del Sur).
Luego del inicio del torneo de Segunda en Loja sin la presencia del histórico club lojano que, con esto, sentenció su fin en el profesionalismo. Las deudas y malas dirigencias acabaron con otro equipo de mucha tradición de nuestro fútbol. Liga de Loja desapareció el 14 de junio del 2022.

## Historia

### Fundación y primeros años
Liga de Loja, nace de la Universidad Nacional de Loja, como club profesional en 1979, ha sido el único equipo lojano en la Serie B del fútbol ecuatoriano, y en ganar numerosos campeonatos a nivel local y de todo el país. Sus mayores hinchadas se llaman: La 12 del Sur, La Banda del Negro y Garra del Oso.
Fue en el 1989 que la liga lojana, con jugadores como el "Pavito" Orellana, Murillo, el "Tocho" Paz en la puerta, entre otros, y junto a los refuerzos, gana el zonal de ascenso a la Serie B, y así por primera vez un equipo lojano trae el espectàculo del fútbol profesional al entonces Estadio Reina del Cisne.
Todo esto con un grupo dirigente sólido, de amigos y compañeros que coadyuvaron al logro tan ansiado por Loja, en este grupo que era presidido por el Ing. Vicente Gahona, se encontraban también: el Ing. Telmo Castro, Sr. Marco Quito, el Lic. José Trelles, Sr. Byron Díaz, el Dr. Alfonso Mendieta, entre otros. En 2003 la historia se repite, tras cuatro años consecutivos de haber llegado a las instancias finales para la clasificación y no haberlo logrado por gol diferencia en el segundo año, la dirigencia presidida por el Dr. Max González, y el Dr. Luis Castillo presidente de la comisión de fútbol, se logra consolidar un grupo de jugadores experimentados con es el caso de la “Cocoa” Pazmiño, Wilman Buele y apoyados con sangre joven como el “Gato” Gonzaga, Diego Feijoó; se retorna a la Serie B del campeonato ecuatoriano de fútbol, y esta vez logrando adicionalmente el campeonato de la Segunda Categoría tras vencer al equipo de la Liga de Portoviejo en la ciudad de Loja, para volver a revivir la ilusión de toda una región que anhelaba tener a su equipo, en el sitial del que no debimos haber dejado.

### Copa Sudamericana: Primera participación internacional
Luego de terminar en el segundo lugar del Campeonato Ecuatoriano de Fútbol 2012, la "Garra del Oso" clasificó de forma histórica para jugar un torneo internacional por primera vez en su historia, al empatar con el Independiente del Valle 0-0 en el Estadio Reina del Cisne, ante más de 15.000 espectadores que querían ser testigos de la hazaña del plantel lojano para la clasificación a la Copa Sudamericana. Previamente en el sorteo realizado en Luque, se determinó que su rival es el Monagas SC de Venezuela.
Debutó en competencias internacionales el 2 de agosto frente a Monagas de Venezuela en el Estadio Monumental de Maturín, ganando 2:0 con 2 goles de Fábio Renato. El 15 de agosto se jugó el partido de vuelta, donde ganó 4:2 con 3 goles de Fábio Renato y un gol de Carlos Feraud Silva y así logró clasificarse a la segunda fase, donde enfrentó a Nacional de Uruguay. En el partido de ida, disputado el 29 de agosto, perdió por 1 a 0. En el de vuelta, el 18 de septiembre, venció 2 a 1 en el mítico Estadio Centenario de Montevideo, logrando gracias a los goles de visitante, una histórica clasificación a los octavos de final frente a uno de los equipos más laureados de América. Luego frente al São Paulo de Brasil, en Ecuador empararon a 1 gol por equipo (Con un autogol de un defensa de la Garra del Oso), en Brasil, empataron a 0 goles por equipo, La Garra del Oso quedó eliminado por gol de Visitante del Sao Paulo.

### Copa Sudamericana: Segunda participación seguida
El equipo lojano clasificó por segunda vez consecutiva a la Copa Total Sudamericana. En la Primera Fase vencieron a Deportivo Lara, después lo harían nuevamente en la Segunda Fase, excepto que frente a otro rival: Nacional de Paraguay. Ya en los octavos, por el partido de ida, se enfrentaron a River Plate de Argentina obteniendo un histórico resultado de 2:1. No obstante en el partido de vuelta, jugado en el mítico Estadio Monumental River Plate demostró ser superior; Cerca del final la Liga de Loja desperdicio una gran oportunidad de igualar la serie y perdió el partido por 2 a 0, y de esta manera, quedó eliminado de la competencia por gol convertido por River Plate de visitante.
En la edición del 2015, se clasificó tras su quinto puesto en el Campeonato Ecuatoriano del 2014, en primera ronda enfrentó al independiente Santa Fe de Colombia, y tras un empate a 0 en el Reina del Cisne, sufrió una goleada 3 por 0 en el Estadio Nemesio Camacho El Campín. Dando fin a su paso por la Copa Sudamericana.

### Segundo descenso en 10 años
El miércoles 2 de diciembre de 2015 pierde 2-1 ante el Barcelona en el estadio Los Chirijos de Milagro y se confirma el paso a la Serie B del fútbol ecuatoriano por segunda ocasión en 10 años. La falta de recursos económicos y apoyo de la afición lojana conllevo a tener una administración complicada en la dirigencia liderada por Jaime Villavicencio, además de la pugna política entre el entonces alcalde José Bolívar Castillo y el entonces presidente Villavicencio, detonaron en el descenso del equipo lojano. El Alcalde que pronto fue revocado su mandato, buscaba la desaparición del club lojano por excesivos impuestos cargados a la institución lojana.

### Descenso a la Segunda Categoría tras 23 años
El domingo 2 de noviembre de 2019 pierde 1-0 ante el Orense en el estadio 9 de Mayo de Machala y se confirma el paso a la Segunda Categoría del fútbol ecuatoriano por segunda ocasión tras 23 años.
En el año 2020, Liga de Loja dejó de participar en los torneos de Segunda Categoría por problemas administrativos y financieros.

## Presidentes
- 1987 - 1992: Vicente Gaona
- 2001 - 2007: Max González Merizalde
- 2007: Luis Gonzalo Añazco
- 2007 - 2009: Vicente Gaona
- 2009 - 2011: Galo Escudero Sánchez
- 2011 - 2016: Jaime Villavicencio
- 2016: Robert Ludeña
- 2016: Alex Quezada
- 2017 - 2019: Franklin Moya Zurita

## Uniforme
- Uniforme titular: Camiseta blanca con detalles en rojo y verde, pantalón blanco y medias blancas.
- Uniforme alternativo: Camiseta negra con detalles en blanco y verde, pantalón rojo y medias rojas.

### Auspiciantes
- Actualizado al 2019.

La camiseta actual lleva la marca de SPYRO, empresa ecuatoriana de confección y distribución de accesorios deportivos; con la cual el club tiene vínculo desde 2019.
Esta será la cronología de las marcas y patrocinadores de la indumentaria del club.
Las siguientes tablas detallan cronológicamente las empresas proveedoras de indumentaria y los patrocinadores que ha tenido Liga Deportiva Universitaria de Loja desde el año 1989 hasta la actualidad.
| Período     | Proveedor       |
| ----------- | --------------- |
| 1995        | Marathon Sports |
| 1996        | Nanque          |
| 1997 - 2003 | Sin Marca       |
| 2004        | Atleta          |
| 2005 - 2007 | Marathon Sports |
| 2008 - 2010 | Atleta          |
| 2011 - 2012 | Lotto           |
| 2013 - 2016 | Astro           |
| 2017 - 2018 | Boman           |
| 2019        | Spyro           |

| Período   | Patrocinador                               |
| --------- | ------------------------------------------ |
| 1989      | Banco del Azuay                            |
| 1990      | Sin patrocinador                           |
| 1990      | Lubricantes Petroecuador                   |
| 1991      | Sin patrocinador                           |
| 1991-1992 | Lubricantes Petroil                        |
| 1993      | Monterrey Azucarera Lojana C.A. MALCA      |
| 1994      | Sin patrocinador                           |
| 1995-1996 | Pilsener                                   |
| 1997-2002 | Sin patrocinador                           |
| 2003-2010 | Banco de Loja                              |
| 2011      | ECSA                                       |
| 2012-2014 | Banco de Loja                              |
| 2015-2016 | Industria Lojana de Especerías ILE C.A.    |
| 2017      | Corporación Nacional de Telecomunicaciones |
| 2018-2019 | Banco de Loja                              |

## Estadio
El Estadio Federativo Reina del Cisne, es un estadio multiusos. Está ubicado en la avenida Emiliano Ortega y Lourdes en la ciudad de Loja. Fue inaugurado el 7 de septiembre de 1980, Es usado mayoritariamente para la práctica del fútbol, y allí juega como local Liga Deportiva Universitaria de Loja, equipo de la Serie A del fútbol ecuatoriano. Su capacidad es de 14.935 espectadores.
El estadio desempeña un importante papel en el fútbol local, ya que los clubes lojanos como Liga de Loja, Buffalos, Liga Deportiva Bernardina, Ciudad de Loja, Automotriz Macas, Nuevos Horizontes, Universidad Técnica Particular de Loja, JVC Fútbol Club, Loja Fútbol Club, Borussia y La Tebaida hacían y/o hacen de locales en este escenario deportivo.

## Datos del club
- Puesto histórico: 23.º (22.º según la RSSSF)[3]
- Temporadas en Serie A: 6 (2005, 2011-2015).[4]
- Temporadas en Serie B: 17 (1990-1996, 2004, 2006-2010, 2016-2019).[4]
- Temporadas en Segunda Categoría: 9 (1988-1989, 1997-2003).
- Mejor puesto en la liga: 4.º (2012).
- Peor puesto en la liga: 11.º (2015).
- Mayor goleada a favor en torneos nacionales:
  - 6 - 0 contra Técnico Universitario (13 de septiembre de 2012).[5]
- Mayor goleada a favor en torneos internacionales:
  - 4 - 2 contra Monagas (15 de agosto de 2012) (Copa Sudamericana 2012).[6]
- Mayor goleada en contra en torneos nacionales:
  - 7 - 1 contra El Nacional (6 de noviembre de 2005).[7]
- Mayor goleada en contra en torneos internacionales:
  - 3 - 0 contra Independiente Santa Fe (20 de agosto de 2015) (Copa Sudamericana 2015).[8]
- Máximo goleador histórico: Fábio Renato (84 goles anotados en partidos oficiales).
- Máximo goleador en torneos nacionales:
- Máximo goleador en torneos internacionales:
- Primer partido en torneos nacionales:
  - Deportivo Quito 5 - Liga Deportiva Universitaria de Loja 0 (13 de febrero de 2005 en el Estadio Olímpico Atahualpa).[7]
- Primer partido en torneos internacionales:
  - Monagas 0 - 2 Liga Deportiva Universitaria de Loja (2 de agosto de 2012 en el Estadio Monumental de Maturín) (Copa Sudamericana 2012).[6]
- Participaciones en torneos internacionales:
  - Copa Sudamericana (3): 2012, 2013, 2015.

## Partidos ganados de visitante por torneos Conmebol
| Fecha                     | Rival    | Resultado | Ciudad     |
| ------------------------- | -------- | --------- | ---------- |
| 2 de agosto del 2012      | Monagas  | 2:0       | Maturín    |
| 18 de septiembre del 2012 | Nacional | 2:1       | Montevideo |
| 29 de agosto del 2013     | Nacional | 1:0       | Asunción   |

## Jugadores destacados
- Juan Caffa
- Jonny Uchuari
- Fernando Fernández
- Geovanny Cumbicus
- - Fábio Renato
- Robert Arboleda

## Palmarés

### Torneos nacionales
| Competición                        | Títulos | Subcampeonatos    |
| ---------------------------------- | ------- | ----------------- |
| Serie B de Ecuador (1/2)           | 2010.   | 1990-II, 2004.    |
| Segunda Categoría de Ecuador (1/3) | 2003.   | 1989, 2001, 2002. |

### Torneos provinciales
| Competición                     | Títulos           | Subcampeonatos |
| ------------------------------- | ----------------- | -------------- |
| Segunda Categoría de Loja (3/2) | 1988, 1998, 2002. | 1989, 2003.    |

### Torneos juveniles
| Competición                       | Títulos | Subcampeonatos |
| --------------------------------- | ------- | -------------- |
| Campeonato Ecuatoriano Sub-19 (1) | 2006.   |                |